# Реактивне порушення прихильності
Реактивне порушення прихильності або реактивний розлад прихильності (англ. Reactive attachment disorder, RAD) — рідкісний і відносно нетиповий розлад у дітей, хоча іноді він зберігається і в дорослому віці. Характеризується помітно порушеними та невідповідними для розвитку способами соціальних стосунків у більшості контекстів. Може проявлятися в нездатності ініціювати або реагувати на більшість соціальних взаємодій, відомій як «загальмована форма» (англ. inhibited form). У DSM-5 «розгальмована форма» розглядається як окремий діагноз під назвою «розгальмований розлад прихильності» (англ. disinhibited attachment disorder).
Реактивне порушення прихильності розвивається через невдачу сформувати нормальну прихильність до батьків чи опікунів у ранньому дитинстві. Така невдача може бути наслідком важкого раннього досвіду, пов'язаного з нехтуванням, жорстоким поводженням, раптовим розлученням з опікунами у віці від шести місяців до трьох років, частої зміни опікунів або недостатньої чутливості опікунів до комунікативних зусиль дитини. Не всі, але більшість таких переживань призводять до розладу. Цей розлад розрізняють від загального розладу розвитку або затримки розвитку та від можливих супутніх захворювань, таких як олігофренія, які можуть впливати на поведінку прихильності. Критерії для діагностики реактивного розладу прихильності дуже відрізняються від критеріїв, які використовуються для оцінки або класифікації стилів прихильності, таких як невпевнена або неорганізована прихильність.
Вважається, що діти з реактивним порушенням прихильності мають серйозні порушення внутрішніх робочих моделей стосунків, що може призвести до міжособистісних та поведінкових труднощів у подальшому житті. Досліджень довгострокових ефектів досить мало і немає ясності щодо проявів розладу після п'ятирічного віку. Однак відкриття дитячих будинків у Східній Європі після закінчення Холодної війни на початку 1990-х років надало можливості для дослідження немовлят і дітей раннього віку, які виховувалися в дуже несприятливих умовах. Такі дослідження розширили розуміння поширеності, причин, механізму та оцінки розладів прихильності, даючи поштовх розробці програм лікування і профілактики, а також кращих методів оцінки.
Основні лікувальні та профілактичні програми базуються на теорії прихильності й спрямовані на підвищення чуйності та чутливості опікуна, або, якщо це неможливо, передачі дитини іншому опікунові. Більшість із цих програм перебувають у процесі оцінювання. Основні практики та теоретики різко критикують використання суперечливої форми психотерапії, відомої як терапія прихильності. Терапія прихильності містить науково необґрунтовану теоретичну базу та використовує діагностичні критерії або переліки симптомів, які значно відрізняються від критеріїв відповідно до МКХ-10 та DSM-IV-TR або до критеріїв поведінки прихильності. У терапії прихильності використовується низка підходів до лікування, деякі з яких є фізично та психологічно примусовими, і вважаються такими, що суперечать теорії прихильності.